# Pierre Levée de Confluent
Pour les articles homonymes, voir Pierre levée.
La pierre levée de Confluent est un dolmen situé à Yzeures-sur-Creuse dans le département d'Indre-et-Loire.

## Description
En 1854, selon la description donnée par Carré de Busserolle le dolmen comporte encore quatre piliers dressés sur lesquels reposent une unique table de couverture et le monument est entouré d'un arc de pierre tel un cromlech de 35 m de longueur. Ce dolmen « qui était considéré comme un des plus beaux dolmens du département, n'est plus qu'un amas de blocs épars ». Le dolmen se réduit désormais à sa grande table de couverture de 4 m de long sur 3 m reposant sur un seul orthostate (1,40 m de long sur 0,60 m de haut). La dalle de couverture est en meulière et les orthostates en poudingue. Le « cromlech » mentionné par Busserolle correspond en fait au cercle péristalithique, qui ceinturait le tumulus désormais disparu, dont il ne demeure que la portion nord-est, l'ensemble devant mesurer à l'origine environ une dizaine de mètres de diamètre.